# Форест-Сити (тауншип, Миннесота)
Форест-Сити (англ. Forest City) — тауншип в округе Микер, Миннесота, США. На 2000 год его население составило 666 человек.

## География
По данным Бюро переписи населения США площадь тауншипа составляет 92,5 км², из которых 89,0 км² занимает суша, а 3,5 км² — вода (3,84 %).

## Демография
По данным переписи населения 2000 года здесь находились 666 человек, 233 домохозяйства и 189 семей.  Плотность населения —  7,5 чел./км².  На территории тауншипа расположено 257 построек со средней плотностью 2,9 построек на один квадратный километр. Расовый состав населения: 98,95 % белых, 0,30 % коренных американцев, 0,30 % — других рас США и 0,45 % приходится на две или более других рас. Испанцы или латиноамериканцы любой расы составляли 0,30 % от популяции тауншипа.
Из 233 домохозяйств в 42,1 % воспитывались дети до 18 лет, в 76,4 % проживали супружеские пары, в 1,7 % проживали незамужние женщины и в 18,5 % домохозяйств проживали несемейные люди. 15,0 % домохозяйств состояли из одного человека, при том 7,7 % из — одиноких пожилых людей старше 65 лет. Средний размер домохозяйства — 2,86, а семьи — 3,19 человека.
31,7 % населения — младше 18 лет, 5,4 % — в возрасте от 18 до 24 лет, 29,0 % — от 25 до 44, 24,2 % — от 45 до 64, и 9,8 % — старше 65 лет. Средний возраст — 37 лет. На каждые 100 женщин приходилось 105,6 мужчин.  На каждые 100 женщин старше 18 приходилось 112,6 мужчин.
Средний годовой доход домохозяйства составлял 49 083 доллара, а средний годовой доход семьи —  52 375 долларов. Средний доход мужчин —  30 833  доллара, в то время как у женщин — 22 917. Доход на душу населения составил 17 590 долларов. За чертой бедности находились 4,6 % семей и 4,5 % всего населения тауншипа, из которых 3,2 % младше 18 и 17,5 % старше 65 лет.